# Andresz Kati
Andresz Kati (Budapest, 1955. április 7. – 2023. december 6.) magyar színésznő, szinkronszínésznő. A legtöbbet foglalkoztatott szinkronszínészek egyike volt.

## Életpályája
Színészcsaládban született, gyermekként sok időt töltött a Magyar Színházban és a Madách Színházban. 1972-ben már a Ki mit tud?-on és szavalóversenyeken szerepelt. 1973-ban érettségizett a Szilágyi Erzsébet Gimnáziumban, majd a Színház- és Filmművészeti Főiskolára jelentkezett, de a második rostán kiesett. Egy évig a Nemzeti Színház stúdiósa volt, ekkor ismerkedett meg első férjével, Szirmai Péterrel. 1974-ben sikeresen felvételizett a Színház- és Filmművészeti Főiskolára, 1978-ban végzett Marton Endre osztályában. Még ugyanebben az évben a Kecskeméti Katona József Nemzeti Színház tagja lett. 1981–1984 között a Pécsi Nemzeti Színház, 1984–1986 között pedig a győri Kisfaludy Színház színésze volt. 1986–1987 között a szolnoki Szigligeti Színházban játszott. 1987-ben a Jurta Színház alkalmazottja, 1988 óta szabadfoglalkozású volt.
Főiskolásként, 1976-ban kezdett szinkronizálni, a szélesebb közönség számára elsősorban szinkronszerepeiről vált ismertté. Több mint 1650 szinkronmunka kötődik nevéhez, kölcsönözte hangját többek közt Goldie Hawnnak, Susan Sarandonnak, Diane Keatonnak és Romy Schneidernek is. 2018-ban a szinkronszakma az év legjobb színésznőjének választotta.
Édesanyjának 2021-ben bekövetkezett halála nagyon megviselte, szinkronmunkáitól még ugyanebben az évben visszavonult. Utolsó munkája A meztelen egyediség című thriller volt. 2023. december 6-án hunyt el, 68 éves korában. 2024. január 26-án helyezték végső nyugalomra a Fiumei úti sírkertben.

## Családja
Apja az apatini szerb-sváb származású Andresz Vilmos (1923–?) színész, anyja Lejtényi Éva (1925–2021) színésznő, Lejtényi Gyula huszárezredes lánya. Szülei Rózsahegyi Kálmán színiiskolájában ismerkedtek meg, apja azonban 1965-ben elhagyta családját, majd Németországba disszidált. Anyja, miután származása miatt Both Béla, a Nemzeti Színház igazgatója letiltotta a színpadról, Raksányi Gellért tanácsára színházi súgóként helyezkedett el. Anyai ágon egyik ükapja Niedermann Gyula pszichiáter, királyi tanácsos, a Lipótmezei Országos Tébolyda igazgatója volt.
Első férjével, Szirmai Péterrel a Nemzeti Színházban ismerkedtek meg, később a főiskolán osztálytársak voltak. 1978-ban házasodtak össze, de már a következő évben elváltak, Andresz Kati pedig Hunyadkürti István színész felesége lett. Közös lányuk, Hunyadkürti Éva 1985-ben született, jelenleg a HolyChicks zenekar énekesnője. Harmadik férje civil volt, egy fiuk és egy lányuk született: Sass András 1988-ban és Sass Elisabeth 1992-ben.

## Színházi szerepeiből
- Aldonza (Wasserman–Leigh: La Mancha lovagja)
- Helga (Viktor Leonyid Zorin: Varsói melódia)
- Rozika (Móricz Zsigmond: Úri muri)
- Elmira (Molière: Tartuffe)
- Amália (Friedrich Schiller: Haramiák)
- Marie (Jacob Michael Reinhold Lenz: Katonák)
- Marianne (Ödön von Horváth: Mesél a bécsi erdő)
- Lenke (Molnár Ferenc: Doktor úr)
- Ameli (Alena Melega: Ameli sóhaja)
- Bernarda Alba (Federico García Lorca: Bernardo Alba háza)
- Ágnes (Pozsgai Zsolt: Törődj a kerttel)
- Lucy (Bencsik Imre: Pillanatnyi pénzzavar)
- Kislány hangja (Lázár Ervin: Szegény Dzsoni és Árnika)
- Szörényi Levente–Bródy János: István, a király
- Mari (Gyurkovics Tibor: Magyar menyasszony)
- Adelaide (Dosztojevszkij: A félkegyelmű)
- Karvezető (Euripidész: Heléné)
- Gerle (Garai Gábor: Orfeusz átváltozásai)
- Virágáruslány (Madách Imre: Az ember tragédiája)
- Orbánné (Örkény István: Macskajáték)
- Lampitó (Arisztophanész: Lüszisztraté)
- Boriska (Gyűlölet nélkül)

## Filmjei

### Játékfilmek
- István, a király (1984)
- Hótreál (1987)
- Hurok (2014)

### Tévéfilmek
- Fent a Spitzbergáknál (1978)
- Philemon és Baucis (1978)
- Linda (1984)
- Fagylalt tölcsér nélkül (1989)
- Égető Eszter (1989)
- Szomszédok (1991–1996)

## Szinkronszerepei
- Elfújta a szél: Ellen O’Hara – Barbara O’Neil
- Hófehérke és a hét törpe: Jó királyné – Dorit Adi
- Rendőrakadémia: Debbie Callahan – Leslie Easterbrook (második magyar változat, MTV1 1995)
- Rendőrakadémia 2. – Az első bevetés: Kathleen Kirkland őrmester – Colleen Camp
- Rendőrakadémia 3. – Újra kiképzésen: Debbie Callahan hadnagy – Leslie Easterbrook
- Rendőrakadémia 4. – Zseniális amatőrök az utcán: Kathleen Kirkland-Tackleberry – Colleen Camp
- Csodálatos dolog: Sandra Gangel – Linda Henry
- McKenna: Leigh McKenna – Shawn Huff
- A nagy titok: Suzan Frend – Claude Jade
- A főnök: Layla Moktari – Marina Sirtis
- A sivatag szerelmesei: Elena – Leonor Arango
- Luz María: Laura – Katty Serrano
- A klinika: Anna Marschner – Monika Woytowicz
- Borostyán: Leona – Maria Rosaria Omaggio
- Az élet megy tovább: Elizabeth 'Libby' Thatcher – Patti LuPone
- Ana három arca: Ernestina (Tres veces Ana) – Susana Dosamantes
- Az én bűnöm: Delfina „Fina” Solís de Flores – Magda Karina
- A homok titkai: Vilma – Denise Milfont
- A szív parancsa: Amanda Jiménez Ulloa de Gutiérrez – María Sorté
- A szerelem foglyai: Rosalía Ríobueno – Zully Montero
- A Gyűszűnyi erdő lakói: Bubu – Sally Grace
- Árva angyal: Onelia Montenegro vda. de Mayer – Laura Zapata
- Repülő bocsok: Tina
- A meztelen egyediség: Cymbeline – Linda Lavin
- Csontok: Pearl – Pam Grier
- Batman: A rajzfilmsorozat: Selina Kyle / Macskanő – Adrienne Barbeau (HBO, 1. magyar változat)
- Barbie naplók: Peters igazgatónő – Cathy Weseluck
- Kong:
- Elvált Szülők Felnőtt Gyermekei: Melissa – Catherine O’Hara
- Lego Friends: Jean nagyi
- A következő áldozat: Carmela Ferreto Vasconcellos (Cacá) – Yoná Magalhães
- A zöldfülű: Liesl Strom – Sônia Braga
- A hívás: Hazel Micallief – Susan Sarandon
- Justice League Action: Jóságos Nagyi – Cloris Leachman
- Happy Holiday: Tizia – Silvia Reize
- Fiorella: Chabuca Flores de Morelli – Camucha Negrete
- Barney: Cornelia – Jan Ravens
- Csak lazán, Scooby-Doo!: Bírónő
- Supergirl: Sinead – Harriet Sansom Harris
- Dallas: Holly Harwood – Lois Chiles
- Polip: Silvia Conti – Patricia Millardet
- Tetthely: Marianne Buchmüller felügyelőnő – Nicole Heesters
- Veszélyes jövő: Moira Davidson – Rachel Ward
- Z, a hangya: Muffy, a darázslány – Jane Curtin
- Folytassa a kempingezést!: Harriet Potter – Betty Marsden (első szinkron)
- Madagaszkár 2.: Mama (Oroszlán) – Sherri Shepherd
- Flash Gordon: Kala tábornok – Mariangela Mealto (negyedik szinkron)
- Családban marad: Felicia Petunia – Christine Lahti
- Megkövült szívek: Rosaura Flores – Ana Bertha Espín
- Paddington: Mrs. Bird – Julie Walters
- Kitty Foyle – Egy nő története: Veronica Strafford – Kay Linaker
- Rocky V.: Adrian Balboa – Talia Shire (első változat, 1991–1992)
- Kékpróba: Noelle Williams – Melanie Nicholls-King
- Mysticons: Queen Truefin
- McLeod lányai: Margaret "Meg" Fountain Dodge – Sonia Todd
- Pokolba taszítva: Shaun San Dena – Adriana Barraza
- Szófia hercegnő: Fauna – Russi Taylor (második hang)
- Hüvelyk Panna nyomában: Károgi – Mari Jokoo
- Nagyon vadon: Rosie – Nika Futterman
- Scooby-Doo és a boszorkány szelleme: Sarah Ravencroft – Tress MacNeille
- Folytassa, tanár úr!: Sarah Allcock – Joan Sims (második szinkron)
- Terminátor 2. – Az ítélet napja: Janelle Voight – Jenette Goldstein
- Toni Erdmann: Flavia – Victoria Cocias
- Az ifjú Sheldon: Constance "Connie" Tucker "Mimó" – Annie Potts (Comedy Central 1–3. évad) / Miss Victoria MacElroy (HBO3, első hang)
- Regal Academy: Hófehérke nagyi – Emanuela Baroni
- Négy esküvő és egy temetés: Henrietta – Anna Chancellor
- A kis hableány:
- Én kicsi pónim: A legeslegjobb ajándék: Aurora – Asia Mattu
- A zöld íjász: Donna Smoak – Charlotte Ross
- Fák jú, Tanár úr! 2.: Főnöknő az autószalonban – Maria Bachmann
- Kalózok háborúja: Isabel de Mendoza y Laguna – Silvia Monti (Blackie, a kalóz, VICO, 1992)
- Minden, minden: Loretta Castorini – Cher
- Ugyanúgy más, mint én: Tommye Hall – Geraldine Singer
- Harry Potter és a Halál ereklyéi 1.: Molly Weasley – Julie Walters
- Soha ne felejts!: Sanders CIA-ügynök – María Conchita Alonso
- Én kicsi pónim: Szivárvány fesztivál: Torque Wrench – Rhona Rhees
- Speed Racer – Totál turbó: Racer mama – Susan Sarandon
- Chip és Dale – A Csipet Csapat:
- Folytassa sikoltozva!: Emily Bung – Joan Sims
- Megperzselt szívek: Julia – Magali Noël
- Újra szól a hatlövetű: „Nagyorrú” Kate Fisher, Doc nője – Jo Van Fleet (második szinkron, 1991)
- Doktor Knock: Madame Rémy – Andréa Ferréol
- Esti iskola: Gladys Walker – Donna Biscoe
- Menekülés a szerelembe: Magdalena »Magda« Ramos – Socorro Bonilla
- Baywatch: Gina Pomeroy – Holly Gagnier
- Második lehetőség: Dianne Benedict – Connie Sellecca
- Gengszter: Pigfoot Marie – Loretta Devine
- Sunset Beach: Olivia Richards – Lesley-Anne Down
- Junior: Angela – Pamela Reed
- Pensacola – A név kötelez: Col. Rebecca Hodges – Brynn Thayer
- Rossz anyák karácsonya: Isis – Susan Sarandon
- A herceg és a színésznő: Fanny – Daphne Anderson (második magyar változat, Mafilm)
- A hét pszichopata és a sci-cu: Myra Kieslowski – Linda Bright Clay
- Kenguk: Vipera – Francine Lainé (RTL-szinkron, második hang 1997–1999)
- Hé, Maci!: Talula LaTrane (második magyar változat, TV2, 2002)
- Paula és Paulina: Zoraida Zapata – Laura Zapata
- Winx Club: Griselda (első magyar szinkronváltozat)
- Patrick – Ebbel szebb az élet: Maureen – Jennifer Saunders
- Folytassa, forradalmár!: Désirée Dubarry – Joan Sims
- Vissza hozzád: Evelyn Collier – Caroline Goodall
- Yesterday: Sheila Malik – Meera Syal
- Paddington 2.: Mrs. Bird – Julie Walters
- Csak az a szex: Paula – Stockard Channing
- Törvénytisztelő polgár: Laura Burch bírónő – Annie Corley
- Horrorra akadva 5.: Maria – Lidia Porto
- A belleville-i zsaru: Zohra – Biyouna
- Meztelen mennyország: Noli – Apii McKinley
- Csak most kezdődik: Delilah – Jane Seymour
- Pata tanya: Baromi buli: Gülüné (Nora Beady) – Maria Bamford
- A két Lotti: Luiselotte Körner – Antje Weisberger
- Naplemente: Christina Alperin – Patricia Hodge
- Az utolsó boszorkányvadász: Glaeser – Rena Owen
- Joy: Sharon – Marianne Leone
- Az utolsó emberig: Cherise – Dale Dickey
- Fehér éjszakák: Siv – Gunnel Fred
- Supergirl: Sinead – Harriet Sansom Harris
- Folytassa az idegenlégióban!: Corktip / Vanília / Dugóhúzó / Szopóka – Anita Harris (második szinkron) / Zig-Zig – Joan Sims (negyedik szinkron)
- Vissza a gyökerekhez: Madame de Cléry – Antonia de Rendinger
- Svindlerek: Lilly Dillon – Anjelica Huston
- Richie Rich – Rosszcsont beforr: Diane Koscinski – Mariangela Pino
- Szabadlábon Velencében: Sophie / Pamela – Mirella D'Angelo
- Abszurd alak: Jill anyja – Betsey Aidem
- Denver, az utolsó dinoszaurusz:
- Sean, a csodaapa: Lorna Harrison – Linda Lavin
- Bolondos dallamok: Boszi (A rikácsoló boszorkány)
- Veszett vidék: Nell – Anni Finsterer
- Bűnös Chicago: Emma Crowley – Barbara Eve Harris
- John Wick: 3. felvonás – Parabellum: Igazgató – Anjelica Huston
- Kicsinyítés: Solveig Edvardsen – Margareta Pettersson
- Mindenki tanköteles: Alžbeta Gajdošová – Zdena Hadrbolcová
- Egér-úti kalandok: Heidi / Mitcumi
- Folytassa, főnővér!: Mrs. Tidey – Joan Sims (harmadik szinkron)
- Felül semmi: Marie – Geraldine James
- Amerikai Horror Story: Boszorkányok: Joan Ramsey – Patti LuPone
- Harry Potter és a Félvér Herceg: Molly Weasley – Julie Walters
- Vadregény: Jankó anyja – Tracey Ullman
- Mindenki tudja: Barbara – Mari Carmen Sánchez
- Minyonok: Madge Nelson – Allison Janney
- Voltron: A legendás védelmező: Hira parancsnok
- Star Trek VI: A nem ismert tartomány: Uhura parancsnok – Nichelle Nichols
- Aranyszem: Miss Moneypenny – Samantha Bond
- Stanley és Iris: Iris King – Jane Fonda (első szinkron, 1992 vagy 1993)
- Tökös csávó 3.: Lois Morgan – Carol Sutton
- Maci Laci a világűrben:
- Aranypolgár: Emily Norton Kane – Ruth Warrick (második szinkron, 1995)
- Kaliforniába jöttem: Vivian Banks”2” – Daphne Maxwell Reid
- Anette: Francine Burnier – Maszujama Eiko
- Bazi nagy film: Gnarnia Fehér Dögje – Jennifer Coolidge
- Drágán add az életed! – Holly Gennaro McClane – Bonnie Bedelia (első szinkron)
- A burok: Magnolia "Maggie" – Frances Fisher
- Rém rom: Constance – Kathleen Turner
- Született gyilkosok: Antonia Chavez – Melinda Renna
- Káprázatos holdvilág: Mrs. Baker – Marcia Gay Harden
- Savanyú a szülő: Lola Hopper – Madeline Kahn
- Vörös veréb: a Veréb Iskola igazgatónője – Charlotte Rampling
- Hogyan legyél latin szerető: Millicent Dupont – Linda Lavin
- Robotok: Mrs. Réztalp – Dianne Wiest
- Ki ez a lány?: Claire Meade – Judith Light
- Barátok és szerelmek: Vilma Lara – Alejandra Peniche
- A vadon hercegnője:
- Egy lépés előre: Paula Lacarino – Chiqui Fernández
- Rejtélyes alkony: Catherine Ames – Susan Sarandon (első hang)
- Én, Tonya: LaVona Golden – Allison Janney
- Arrietty – Elvitte a manó: Haru – Kiki Kirin / Geraldine McEwan / Carol Burnett
- Brickleberry: – Susan Sarandon
- Charlie Grace: Leslie Loeb – Cindy Katz
- Exodus: Istenek és királyok: Bithiá – Hiam Abbass
- Grimm legszebb meséi:
- Dini, a kis dinoszaurusz:
- Szirének és Szirénák: Amy Shapiro – Ellen David
- Brooklyn: Mrs. Kehoe – Julie Walters
- Vasember 3.: Joan Rivers – Humorista
- Balto: Rosy anyja – Sandra Dickinson
- Ments meg, Uram!: Colleen nővér – Margo Martindale
- Szitakötő:
- Halálos fegyver 2.: Trish Murtaugh – Darlene Love (első magyar változat)
- Szeretném, ha szeretnél: Mrs. Donolly – Joanna Gleason
- Télapu: Miss Daniels – Mary Gross
- 48 óra: Elaine – Annette O’Toole (magyar szinkron 1.)
- Szeretők és riválisok: Alma González – Alicia Fahr
- A Yamada család: Jamada Macuko – Aszaoka Jukidzsi / Molly Shannon
- Szeretni bolondulásig: Alma Ledesma de Higueras Mayra Rivas – Lourdes Munguía
- Piaf: Louise Gassion – Catherine Allégret
- Fűbenjáró bűn: Honey – Diana Quick
- Rocky Horror Picture Show: Janet Weiss – Susan Sarandon
- Törvényre törve: Terry Malloy – Shannon Whirry
- Az alkalmi turista: Sarah Leary – Kathleen Turner
- Dumb és Dumber kettyó: Fraida Felcher – Kathleen Turner
- Zorro: Azucena – María Margarita Giraldo
- Lassie "1": Dee McCullough – Dee Wallace-Stone
- Bérhaverok: Lois Palmer – Mimi Rogers
- Lego Ninjago: A Spinjitzu mesterei – Edna
- Vándorsólyom kisasszony különleges gyermekei: Dr. Golan – Allison Janney
- A végzet hatalma – Lucrecia Rosa María Bianchi (második hang)
- Pókember: Miranda Wilson – Beverly Garland
- Vízcsepp Mester:
- Malibu Road 2000: Perry Quinn – Jennifer Beals
- San Franciscó-i zsaru: Cathy – Jacqueline Bisset (első szereposztás, 1986)
- Itt a gyémánt, hol a gyémánt?: Mathilde Berger – Annette Poivre
- Dallas: Judith Brown Ryland – Judith Light
- Kasszandra álma: Dorothy Blaine – Clare Higgins
- Zandalee: Remy – Marisa Tomei
- Életünk legszebb évei: Hortense Derry – Gladys George
- Szívtipró gimi: Yola Fatoush – Doris Younane
- A Keresztapa: Apollonia Vitelli-Corleone – Simonetta Stefanelli (első változat, 1982)
- Betty nővér: Ellen – Harriet Sansom Harris (első magyar változat, 2001)
- Segítség, apa lettem!: Adelle – Mary Beth Hurt
- Anyámon a tanárom: Beverly Farley – Susan Sarandon
- Mi a manó: Emily – Mary Steenburgen
- Creed II.: Mary Anne Creed – Phylicia Rashad
- Az Amazon: Sandra – Judith Chapman
- Éjszakai járat: Rangidős légikisasszony – Suzie Plakson
- Scooby-Doo és a boszorkány szelleme: Sarah Ravencroft – Tress MacNeille
- Keleti nyugalom – A második Marigold Hotel: Carol Parr – Diana Hardcastle
- Dallas: Holly Harwood – Lois Chiles
- Cry-Baby: Ramona Rickettes – Susan Tyrrell
- Harry Potter és a Titkok Kamrája: Molly Weasley – Julie Andrews
- Gyagyás nyomozás: Helen Downing – Annie Potts
- Előre a múltba: Maddy Nagle – Joan Allen
- Mr. Bean: Mrs. Wicket (második hang)
- Halálvágta: Jenny Flex – Alison Doody – (első magyar változat, 1992)
- Egy bébiszitter naplója: Judy Braddock – Donna Murphy
- P.S I. Love you- Utóirat szeretlek: Dani Powell – Connie Sellecca
- Alfie: Liz – Susan Sarandon
- A zsaruk becsülete: Maureen Tierney – Leslie Denniston
- Nagyon vadon – Bolondos vadászidény: Rosie – Shannon Chan-Kent
- Harry Potter és a Halál ereklyéi 2.: Mrs. Molly Weasley – Julie Walters
- A fecsegő tipegők Párizsban: Coco LaBouche – Susan Sarandon
- Godsend – A teremtés klinikája: Cora Williams – Janet Bailey
- Tranzit a mindenhatóhoz: Lena Foster – Lee Grant
- Minden kút Rómába vezet: Celeste – Anjelica Huston
- Skyfall: Clair Dowar védelmi miniszter – Helen McCrory
- Kettős bevetés: Sabrina Nikolaidou – Despina Pajanou
- Az utolsó király: Margit királyné – Lia Boysen
- Forrest Gump: Kapós Carla – Tiffany Salerno
- Zöldfülűek bevetésen:
- Anyák, feleségek, szeretők: Dorota Lindner – Gabriela Kownacka
- Atlantic City: Sally Matthews – Susan Sarandon (második hang)
- Don Quijote de la Mancha:
- Nyomás utána!: Egyik nő az étteremben (első magyar változat, Intervideo, 1991)
- Az üvegszűz: Rosina Lagrange – Christine Kavanagh
- Spartacus: Helena Glabrus – Nina Foch (magyar hang, 2004)
- Vasember 3.: Joan Rivers – Önmaga
- Krumplirózsa: Cora – Kate Nelligan
- Az éhség: Sarah Roberts – Susan Sarandon
- Kutyám, Jerry Lee: Tracy – Mel Harris (első szinkron, 1989)
- Keresd a nőt!: Sheila Jensen – Markie Post
- Bogaras Joe: Ismeretlen szereplő (első szinkron, InterCom, 1997)
- Creed: Apollo fia: Mary Anne Creed – Phylicia Rashad
- Faust: Verena – Janette Rauch
- Hegylakó: Rachel Ellenstein – Sheila Gish (első szinkron, 1990)
- Mindenütt jó: Adele August – Susan Sarandon
- Első szerelem (televíziós sorozat, 2000): Andrea Camargo de Ventura – Blanca Sánchez
- Sokkos kezelés: Hélène Masson – Annie Girardot (első szinkron)
- Nincs több suli: Mrs. Detweiller – April Winchell
- A Lazarus-hatás: Dalley elnök – Amy Aquino
- A bukás – Hitler utolsó napjai: Magda Goebbels – Corinna Harfouch (első szinkron, 2005)
- Bruno kalandjai: Ellie Gunther – Susan Lyons
- Holly Hobbie: Helen Hobbie – Sara Botsford (1. évad)
- M*A*S*H: Margaret 'Csókszáj' Houlihan – Loretta Swit
- Ki a főnök? Angela Bower – Judith Light
- Eszeveszett birodalom: Chicha – Wendie Malick
- Diótörő: Mrs. Ingrid Stahlbaum – Diane Stapley (második magyar szinkron, HBO, 1996)
- Ha eljön Joe Black: Allison – Marcia Gay Harden
- Elah völgyében: Joan Deerfield – Susan Sarandon
- Felelősségük teljes tudatában: Priscilla Parker – Mary Elizabeth Mastrantonio
- Nyafka X: Mary Ellen Spinkle – Christine Baranski
- A könyvelő: Rita Blackburn – Jean Smart
- Ítélet Nürnbergben: Irene Hoffman Wallner – Judy Garland (második szinkron, 2001)
- Amerikai pasztorál: Sylvia Levov – Julia Silverman
- Űrapu: Donna Garland – Donna Pescow
- Anna ezer napja: Aragóniai Katalin angol királyné – Irene Papas (magyar szinkron, 1999)
- A Felügyelőnő: Lea Sommer – Hannelore Elsner
- Halálos fegyver: Trish Murtaugh – Darlene Love (második magyar változat, 1995–1996)
- Fejjel a falnak: Doreen – Linda Hart
- Halálhírre várva (A hetedik fiú): Margaret 'Mag' Singer – Susan Sarandon
- Taz-mánia: Rézi mama – Rosalyn Landor (második magyar változat, 2012)
- Nagymenők: Marie Michaels – Mrs. Carbone (harmadik szinkron, 2000–2005) / Paul felesége Angela Pietropinto (negyedik szinkron, 2004–2005)
- Öreglányok: Blanche Elizabeth Hollingsworth Deveraux – Rue McClanahan
- Time Trax – Hajsza az időn át: Selma – Elizabeth Alexander
- Z, a hangya: Muffy, a darázslány – Jane Curtin
- Bosszú vagy szerelem: Reyhan – Isil Dayioglu
- Sam – Kismadár nagy kalandja: Janet – Christine Baranski
- Charlie – Minden kutya a mennybe jut: Kate – Earleen Carey
- Polipka: Magda – Kristina Wayborn (első szereposztás, 1991)
- Gyilkosság villanófényben: Kay Levitz – Barbara Hershey
- Esmeralda: Fátima Linares viuda de Peñarreal – Laura Zapata
- Szulejmán: Afife Hatun – Sabina Ajrula Toziya
- Brooklyn híd: Phyllis Berger Silver – Amy Aquino
- Titkok szállodája: Doña Elisa Vda. de Vergara – Silvia Mariscal
- Don Matteo: Caterina Pappamozzi – Caterina Sylos Labini (4–11. évad)
- Elizabethtown: Hollie Baylor – Susan Sarandon
- Topáz: Juanita de Cordoba – Karin Dor (első szinkron)
- Rubí, az elbűvölő szörnyeteg: Carla de Cárdenas – Olivia Bucio
- Űrbalekok: Dr. Mary Margaret Albright – Jane Curtin
- Rugrats – A fecsegő tipegők Párizsban: Coco LaBouche – Susan Sarandon
- Kitérek a hitemből: Loray – Octavia Spencer
- Galaktikus támadás: Ilana Green – Lindsay Crouse (első szinkron)
- Szörnyecskék 2. – Az új falka:
- Tüskeböki és pajtásai: Nyúl Ulrike tanárnő
- A fantasztikus négyes: Mrs. Grimm – Mary-Pat Green
- Kisasszonyok: Margaret 'Marmee' March – Susan Sarandon
- Pán Péter: Mrs. Mary Darling – Heather Angel
- Szörnyek az űrlények ellen: Wendy Murphy – Julie White
- Timon és Pumbaa:
- Csábítunk és védünk: Brenda – Carol Sutton
- Hideg veríték: Fabienne Martin – Liv Ullmann
- Torrente 5. – A kezdő tizenegy: Amparito – Neus Asensi
- Délidő: Helen Ramírez – Katy Jurado (magyar hang, 1990)
- Thelma és Louise: Louise Sawyer – Susan Sarandon
- Golyóálló: Traci Flynn – Kristen Wilson (magyar hang, InterCom, 1997)
- Bette: Connie Randolph – Joanna Gleason
- Tom és Jerry gyerekshow:
- McLeod lányai: Meg Fountain – Sonia Todd
- A nagy nap: Bebe McBride – Susan Sarandon
- Charly – Majom a családban – Michaela Martin – Nicola Tiggeler (első hang)
- Fatmagül: Perihan – Deniz Türkali
- Robin Hood végnapjai: Florence Aadland – Susan Sarandon
- Csak kétszer élsz: Miss Moneypenny – Lois Maxwell
- Cybill: Maryann Thorpe – Christine Baranski
- Pillantásod nélkül: Damiana – Cecilia Toussaint
- Susi és Tekergő: Peg – Peggy Lee
- Zoolander 2.: Önmaga (cameo) – Susan Sarandon
- Szerelem ajándékba: Soledad – Norma Herrera
- Örök lányok: Lavinia Kingsley – Susan Sarandon
- Seherezádé: Neriman – Ayben Erman
- María del Carmen: Efigenia – Lilia Aragón
- Vaklárma: Leslie – Tonya Pinkins
- Szexközelben: Emily Price – Susan Sarandon
- Gazdagok és szépek: Jacqueline Payne Marone Jacqueline M. Knight – Lesley-Anne Down
- Második élet: Abigail Domínguez – Anna Silvetti
- Ne hagyj el!: Micaela "Mica" – Socorro Bonilla
- Nyughatatlan Jordan: Dr. Elaine Duchamps – Lorraine Toussaint
- Apám a fogdoki: Susan Harper – Zoë Wanamaker
- Maricruz: Celia – Yolanda Ciani
- Bűvölet: Amalia Forti – Marzia Ubaldi
- Bűbájos boszorkák: Claire Pryce – Cristine Rose / Helen (Charmed) – Lucy Lee Flippin / A tenger boszorkánya (Charmed) – Diane Salinger
- Señora: Dolores/Victoria Santacruz – Julieta Egurrola
- Az ősforrás: Pilar Luna – Silvia Pasquel
- A szenvedélyek lángjai: Eva – Gloria Gómez
- Ármány és szenvedély: Kate Roberts Reed – Deborah Adair
- Veszedelmes vonzerő: Sophie Hartley – Susan Sarandon
- A szerelem ösvényei: Catalina Valencia – Sasha Montenegro
- A szerelem hullámhosszán: Dr. Marcia Fieldstone – Caroline Aaron
- Tammy: Pearl Balzen – Susan Sarandon
- Alias: Irina Derevko/Laura Bristow – Lena Olin
- Időcsavar: Tanárnő – Yvette Cason
- Addams Family 2. – Egy kicsivel galádabb a család: Mrs. Glicker – Julie Halston
- Acapulco szépe: Pamela vda. de Villareal – Elizabeth Dupeyrón
- Csacska angyal: Titina Valente – Zulma Faiad
- Salome: Yolanda – Yolanda Montes » Tongolele «
- Csillagvadászok: Caroline Krämer – Cheryl Shepard
- Reszkessetek, betörők!: Pénztáros – Tracy J. Connor
- Reszkessetek, betörők! 2. – Elveszve New Yorkban: Kate MacCallister – Catherine O’Hara
- Yago: Mercedes Chávez de Gallardo – Cecilia Maresca
- A múlt árnyéka : Prudencia – Cynthia Klitbo
- Amit a szív diktál: Susana – Julissa
- Pokoli család: Rose Cumberbatch – Lynnie Godfrey
- Anita a bűbájos bajkeverő: Caridad 'Cachita' Moret – Isabel Moreno
- Gyagyás család: Yoli Roldán – Claribel Medina
- Bazi nagy görög élet: Maria Portokalos – Lainie Kazan
- Herkules:
- Hajrá skacok: Alarica Caradura – Raquel Olmedo
- Marimar: Selva – Ana Luisa Peluffo
- Hazugságok hálójában: Roberta – Laura Zapata
- Titkok és szerelmek: Ofelia Beltrán – Lourdes Munguía
- Bostoni halottkémek: Rene Walcott – Susan Gibney (Cool)
- Baseboll bikák: Annie Savoy – Susan Sarandon (első hang)
- A férfi fán terem: Chief Celia Bachelor – Cynthia Stevenson
- Te vagy az életem: Nieves – Dalma Milevos
- Tiszta szívvel: Damiana García – Beatriz Sheridan
- Több mint testőr: Estela de Valdez – Gilda Haddock
- Címlapsztori (Ugly Betty): Claire Meade – Judith Light
- Jericho: Gail Green – Pamela Reed
- Otthonunk: Irene Roberts – Lynne McGranger
- Sophie – a nem kívánt jegyesség: Gräfin Magda von Ahlen – Alexandra Prusa
- Perzselő szenvedélyek: Beate von Thorwald – Daniela Ziegler
- Kisvárosi doktor: Inge März – Uta Schorn
- Könnyek királynője: Martina Requena Vda. de Durán – Raquel Garza
- Vad angyal: Lydia – Patricia Rozas
- Veronica aranya: Tomasina – Ruth Rosas
- Az örömapa: Nina Banks – Diane Keaton
- Örömapa 2.: Nina Banks – Diane Keaton
- Julieta: Sofia – Alma Delfina
- Őslények kalandorai: Helen Cutter – Juliet Aubrey
- 24 (televíziós sorozat): Dina Araz – Sohre Ágdáslu
- Az ítélet család: Lucille Austero – Liza Minnelli
- Kés/Alatt: James – Jacqueline Bisset
- Barátok és szerelmek: Vilma Lara – Alejandra Peniche
- A betolakodó: Maximiliana Roldán – Laura Zapata
- María Mercedes: Malvina del Olmo – Laura Zapata
- A Macska: Lorenza de Martínez-Negrete – Laura Zapata
- Esperanza: Consuelo Del Valle de Uribe – Alma Muriel
- A Donnelly klán: Helen Donnelly – Kate Mulgrew
- A férjem védelmében: Diane Lockhart – Christine Baranski
- Nász-nap: Jane – Wendie Malick
- Harry Potter: Mrs Weasley
- Mamma Mia!: Julie Walters
- Mamma Mia! Sose hagyjuk abba: Julie Walters
- A bíró és a hóhér : Anna Crawley – Jacqueline Bisset (első szinkron, 1981)
- Doctor Who (1996-os tévéfilm): Dr. Grace Holloway – Daphne Ashbrook
- Holdkórosok: Loretta Castorini – Cher
- A királyi ház titkai – Junsi asszony